# La secta de los falsarios
La secta de los falsarios (título original: The Deceivers; título alternativo: La casta de los asesinos) es un thriller de 1988 y una coproducción del Reino Unido y de la India de Nicholas Meyer con Pierce Brosnan en el papel principal.
Este drama histórico fue una de las primeras películas de Pierce Brosnan después de la popular serie de televisión Remington Steele y antes de convertirse en James Bond, el papel que consolidó su carrera cinematográfica.

## Argumento
En 1825 la India está controlada por los ingleses. Durante ese tiempo el miedo se está extendiendo por el país. Los seguidores de una misteriosa religión estrangulan a gente, hacen sacrificios humanos y matan a cualquiera que se oponga a sus creencias. Cuando William Savage, un inspector de impuestos inglés, descubre por casualidad esas matanzas y con ello a esos seguidores, él decide investigarlos para acabar con ellos. Sus investigaciones le llevan a los estranguladores, también conocidos como thugs o falsarios. Ellos son una secta que adora a la diosa Kali y que mata por ella.
Con la ayuda de uno de los seguidores, que él consiguió atrapar, él consigue infiltrarlos y estudiarlos. Así es testigo de sus rituales y creencias y de sus matanzas y maldades. También descubre, que hay funcionarios ingleses que los encubren a cambio de sobornos. Sin embargo los estranguladores están cada vez más cerca de descubrir quien es, mientras que su presencia entre ellos le hace cada vez más uno de ellos al tener que someterse a sus rituales maléficos. Finalmente lo descubren y quieren matarlo, pero con la ayuda de otros, que él consiguió llamar, Savage puede escaparse y detenerlos. Cuando los ingleses descubren todo acerca de la secta a través de él, deciden acabar con ella y ponen a Savage como el encargado de ello, el cual actúa consecuentemente. Sin embargo la experiencia lo deja traumatizado de forma duradera.

## Reparto
- Pierce Brosnan - William Savage
- Shashi Kapoor - Raja Chandra Singh
- Saeed Jaffrey - Hussein
- Helena Michell - Sarah Wilson
- Keith Michell - Coronel Wilson
- David Robb - George Anglesmith
- Tariq Yunus - Feringea
- Gary Cady - Teniente Maunsell

## Recepción
La película se estrenó en los Estados Unidos el 2 de septiembre de 1988. La producción cinematográfica es una mezcla de thriller y de aventuras, que consigue atractividad principalmente por estar ambientada en las tierras exóticas de la India. Sin embargo, aun así, fue un fracaso de taquilla.